# Politický aktivismus v Česku
Politický aktivismus je soubor akcí organizovaných osobou či skupinou osob s cílem dosáhnout politických a ideologických cílů, plánů či programů. Dochází k němu různými způsoby a to jak individuálně, tak v rámci organizací. V České republice se z hlediska četnosti protestů, geografického umístění, velikosti, užívaných strategií a cílů politický aktivismus dělí do čtyř základních kategorií. Patří do nich aktivismus participační, transakční, radikální a občanská sebeorganize.

## Typy českého aktivismu

### Starý participační aktivismus
V ČR je reprezentován především odborovými organizacemi. Vyznačuje se zpravidla vysokým počtem stoupenců, ale malou četností protestních akcí. Jinými slovy, protesty jsou sice organizovány méně často, zato mívají masivní účast. Participační aktivismus je centralizován, spoléhá se na své vlastní struktury a působí celostátně. Prostřednictvím stávek, petičních akcí a demonstrací prosazuje nejčastěji své ekonomické požadavky vznášené na firmy nebo státní instituce.

### Nový transakční aktivismus
Značí se velkou četností akcí, ale menším počtem stoupenců. Do strategie transakčního aktivismu se, kromě demonstrací a petičních akcí, řadí také kulturní akce jako výstavy či festivaly. Organizace, které zastupují tento typ aktivismu v ČR, jsou například Greenpeace Česká republika nebo Hnutí DUHA. Svoji činnost, která má především charakter demonstrací, ale také například kulturních akcí, míří proti firmám a státním, popřípadě regionálním institucím, ke kterým vznáší požadavky týkající se především životního prostředí, ochrany zvířat a lidských práv.

### Nový radikální aktivismus
Extremistické ultrapravicové a ultralevicové organizace tvoří základ radikálního aktivismu. Značí se ještě menším počtem stoupenců než ostatní druhy českého aktivismu, zato z nich má největší podíl demonstrací. Je silně zaměřen proti ideologickým nepřátelům a snaží se ovlivnit veřejné mínění. Radikální aktivisté nejčastěji prosazují své vize národní bezpečnosti a zahraniční politiky, protestují potom především proti činnosti nadnárodních organizací, elit, či jiných ideologicky znepřátelených skupin. Často kritizují i politiku jiných států.

### Občanská sebeorganizace
Sebeorganizace je nejvíce decentralizovanou formou aktivismu.
Má povahu občanských akcí, které zpravidla nejsou zaštiťovány žádnou skupinou nebo organizací a probíhají spontánně. Příkladem mohou být události jako „Děkujeme, odejděte“ nebo „Proč? Proto!“
Protesty bývají zaměřeny především na státní instituce a vznáší požadavky na jejich fungování. Další cíle občanské sebeorganizace mají především environmentální a veřejně politický charakter. Sebeorganizace je v postkomunistické ČR dlouhodobě nejrozšířenější formou aktivismu.

## Příklady aktivismu v ČR
- V květnu 2017 se uskutečnila protestní akce nazvaná Proč? Proto! namířená proti prezidentu republiky Miloši Zemanovi a ministrovi financí Andreji Babišovi. V rámci této události bylo také možno podepsat petici za jejich odvolání.[3]
- V roce 2008 stávkovali odboráři po celé České republice kvůli vládním reformám. V Praze tehdy zablokovali magistrálu balíky slámy u stanice metra I. P. Pavlova. Stávkovalo se také například v Brně, Zlíně či Plzni.[4]
- Ve Varnsdorfu v Ústeckém kraji se v roce 2011 zvedla vlna nenávisti k místním Romům, která vyvrcholila několika pochody pravicových radikálů s cílem vyhnat tuto menšinu z města.[5]